# Adam Berg
Adam Nicklas Berg (ur. 6 grudnia 1972 w Slagsta (Eskilstuna)) – szwedzki reżyser. Jest młodszym bratem muzyka Joakima Berga, członka grupy Kent.
Berg jest reżyserem teledysków zespołów takich jak Kent, dEUS czy A-ha. Wyreżyserował także kilka reklam telewizyjnych i filmowych m.in. dla K-Swiss, Alkoholkommittén czy JC. W dwóch reklamach wykorzystano muzykę zespołu Peking Laundry, w którym udziela się Martin Sköld basista zespołu Kent.
W 2009 Carousel, 139-sekundowa reklama Berga nakręcona dla firmy Philips, wygrała Film Grand Prix na YouTube Cannes Young Lions Ad Contest – najbardziej prestiżową nagrodę w konkursie.

## Wideografia
- A-ha – Summer moved on
- Death in Vegas – Rocco
- dEUS – Sister Dew
- Gay Dad – Oh Jim
- Graham Coxon – I wish
- Groove Armada – My friend
- Haven – Tell me
- Idlewild: A film for the Future, Everyone says you're so fragile, I'm a message
- JJ72 – Formulae
- Kent: Gravitation, If you were here, Things she said, 747, Musik non stop, Music non stop, Chans, Dom andra, FF, VinterNoll2, Palace & Main, Ingenting
- Reef – All I want
- Jennie Löfgren – You Make Me Feel
- The Cardigans – Erase/Rewind
- The Motorhomes – Into the night
- Yvonne – Modern love
- Lisa Miskovsky – Lady Stardust
- Lune – Leave The World Behind